# Q School

Logo der Q School

Die Q School ist eine Turnierveranstaltung im Snooker, bei der sich Amateure für die Profitour (World Snooker Tour bzw. Snooker Main Tour) qualifizieren können. Die Q School wurde 2011 von der World Professional Billiards & Snooker Association (WPBSA) eingeführt.

## Hintergrund
Der Begriff der Qualifying School wurde bereits vor der Einführung der Q School verwendet. 1997 wurde einmalig die WPBSA Qualifying School ausgetragen, um die in den Jahren davor offene Profitour auf etwas mehr als hundert Spieler zu beschränken. Danach wurde der Begriff sporadisch für kompakt direkt nacheinander ausgetragene Qualifikationsrunden verschiedener Profiturniere verwendet. 2004 gab es mit den Reformen von Rodney Walker den Vorschlag, die Qualifikationsstruktur der Main Tour gänzlich zu reformieren. Statt verschiedener Qualifikationswege sollten sich Amateure nun zunächst für eine World Snooker Qualifying School oder Tour School qualifizieren. Das Event sollte erstmals 2006 ausgetragen werden und einhergehen mit einer Reduzierung auf 64 Main-Tour-Spieler. In der World Snooker Qualifying School sollten dann die schlechtesten acht Profispieler gegen 40 qualifizierte Amateure um ihre Startplätze auf der Main Tour spielen. Dieser Vorschlag wurde letztlich aber nie umgesetzt.
Bis 2010 war die Pontin’s International Open Series (PIOS) die Qualifikationsserie für die Main Tour. Dabei wurden acht Turniere über die Saison verteilt ausgetragen und die acht Besten der Gesamtwertung bekamen dann die Startberechtigung für die Profiturniere der darauf folgenden Saison. Dies führte aber dazu, dass Profispieler, die die Main Tour verlassen mussten, für ein Jahr zum Amateur zurückgestuft wurden und erst dann wieder Profistatus erlangen konnten. Deshalb beschloss man, die Qualifikation erst im Anschluss an die Snookerweltmeisterschaft durchzuführen, die traditionell das Ende einer Saison darstellt. Außerdem waren die über die Saison verteilten PIOS-Turniere ein Hindernis für Spieler, die nicht in Großbritannien lebten. Die Q-School-Events finden innerhalb weniger Tage statt und ermöglichen so auch internationalen Spielern zum Beispiel vom europäischen Kontinent und vor allem aus Asien, wo Snooker in den 2000ern enorm an Popularität gewonnen hatte, an der Qualifikation teilzunehmen.

## Turniermodus
Die Snookersaison endet traditionell mit dem Finale der Snookerweltmeisterschaft am ersten Montag im Mai, der in Großbritannien ein Feiertag ist. Die Turniere der Q School werden dann Mitte Mai an mehreren Terminen ausgetragen. Bei jedem Event werden die Teilnehmer in vier Gruppen aufgeteilt. Jede Gruppe spielt im Ausscheidungsverfahren innerhalb von 6 Tagen einen Gruppensieger aus, der dann für die Snooker Main Tour qualifiziert ist. Formal, bezogen auf das gesamte Event, werden die Gruppenfinale auch als das Viertelfinale bezeichnet, wobei Halbfinale und Finale nicht ausgespielt werden. Alle Spiele inklusive der Gruppenfinale werden im Modus Best of 7 (vier Gewinnframes) ausgetragen.
Teilnahmeberechtigt ist jeder Amateurspieler und jede Amateurspielerin. Für die Zugehörigkeit zur Main Tour gilt jedoch ein Mindestalter von 16 Jahren. Die Anmeldung gilt für alle Events der Q School eines Jahres. Die Startgebühr beträgt 600 £ für zwei Events (bis 2013 waren es 1000 £ für drei Events), ein Preisgeld gibt es bei den Q-School-Turnieren nicht.

## Entwicklung
Im Zug der Reformen des 2009 angetretenen Präsidenten der WPBSA Barry Hearn wurde bei Einführung der Q School zur Steigerung der Attraktivität die Anzahl der Qualifikationsplätze auf 12 erhöht. Dazu wurden drei unmittelbar aufeinander folgende Events angesetzt, bei denen jeweils vier Qualifikanten ausgespielt wurden. Das Teilnehmerfeld wurde bei jedem Event in vier Gruppen aufgeteilt. Da von Anfang an über 100 Spieler gemeldet hatten, wurden in jeder Gruppe mit dem Finale fünf Runden gespielt, die über sechs Tage verteilt wurden.
2011 erhielten die 12 Sieger die Startberechtigung für die Profisaison 2011/12. Die Snookerweltrangliste wird aber aufgrund der Ergebnisse von zwei Jahren ermittelt. Da sich aber nur die Top 64 der Rangliste am Saisonende direkt für die folgende Saison qualifizieren, waren neue Spieler mit nur einem Profijahr benachteiligt. Deshalb wurde allen Spielern ab 2012 die Main-Tour-Qualifikation nicht nur für ein, sondern für zwei Jahre gewährt. Das galt nicht nur für die Q-School-Sieger, sondern auch für die, die sich auf andere Weise qualifizierten. Weil damit ab 2013 aber nicht nur die Top 64, sondern auch die Vorjahresqualifikanten automatisch weiterqualifiziert waren, wurde das Feld der Profis von 100 auf 128 Spieler erweitert. Trotzdem gab es weniger Qualifikationsplätze als zuvor, weshalb die Qualifikationsmöglichkeiten immer wieder angepasst wurden. Ab 2014 wurde die Q School auf zwei Turniere reduziert und nur noch acht Spieler bekamen eine neue Main-Tour-Startberechtigung, um das Ungleichgewicht gegenüber den internationalen Spielern zu verringern, die nicht in England antreten konnten.
Mit der Umstellung des Profifelds auf 128 Spieler ging auch eine Umstellung des Turniermodus bei den meisten Weltranglistenturnieren einher. Statt einer abgestuften Qualifikation nach Weltranglistenplatz gab es eine erste Qualifikationsrunde, in der alle 128 Spieler im K.-o.-Modus antreten mussten. Da aber immer einige Profis aus verschiedensten Gründen ausfielen, blieben Plätze frei. Deshalb wurde eine „Q School Order of Merit“ erstellt, eine Rangliste der nicht als Profi qualifizierten Spieler nach ihrem Abschneiden bei allen Q-School-Events des Jahres. Hierbei zählt die Anzahl der gewonnenen Frames bei den Turnieren unabhängig von den erreichten Runden. Die freien Plätze bei den entsprechenden Profiturnieren wurden dann nach dieser Order of Merit aufgefüllt. Die Spieler bekamen zwar keine Wertung für die Weltrangliste, konnten aber um die Preisgelder der Turniere mitspielen und Erfahrung im Profisnooker sammeln.
Mit der Reduzierung der Q-School-Qualifikanten auf acht stieg allerdings gleichzeitig die Zahl der Teilnehmer, die sich qualifizieren wollten, über 128, so dass bereits 2014 eine Vorqualifikation gespielt werden musste und ab 2015 sechs Runden pro Event und Gruppe gespielt wurden. Im Jahr darauf trug man dann der neuen Rekordteilnehmerzahl von 182 Spielern und dem gleichzeitigen Bedeutungsverlust der Players Tour Championship als Qualifikationsserie Rechnung. Zwar blieb man schon aus organisatorischen Gründen bei zwei Q-School-Events, vergab dann aber vier weitere Main-Tour-Plätze an die folgenden vier Spieler in der Q School Order of Merit.
Statt der Order-of-Merit-Regelung gab es ab 2018 wieder ein drittes Turnier. Im Jahr darauf gab es mit 218 Teilnehmern einen neuen Rekord. Neben den Viertelfinalsiegern aus drei Turnieren qualifizierten sich weitere vier Spieler über die Order of Merit, somit gab es auch mit 16 Neuprofis einen neuen Höchstwert.
Es folgten die Jahre der COVID-19-Pandemie mit Reisebeschränkungen und einem deutlichen Teilnehmerrückgang und unterschiedlicher Zahl von Qualifikationsplätzen. Spieler aus Asien, die nicht in Großbritannien lebten, hatte kaum Möglichkeiten zur Teilnahme. Erst 2022 reagierte man darauf und führte zusätzlich zur Q School in England eine Q School exklusiv für Spieler aus Asien und Ozeanien ein. Pandemieregeln machten sowohl internationale Profi- als auch Amateurturniere in China undurchführbar, aber in der thailändischen Hauptstadt Bangkok konnten zwei Turniere mit 70 Spielern durchgeführt werden, über die sich zusätzlich zu den 12 Spielern aus der Europa-Q-School 4 weitere Spieler für die Profitour qualifizierten.
Die Zweiteilung wurde auch nach der Pandemie beibehalten, wobei 2023 ein europäisches Turnier wegfiel und sich wie 2014/15 nur 8 Spieler qualifizieren konnten. Dazu kamen erneut 4 Spieler aus Asien und Ozeanien.

## Austragungsort
Als Veranstaltungsort wurden bislang immer zentrale Orte in England gewählt. In den ersten drei Jahren fanden die drei Q-School-Events in der World Snooker Academy in Sheffield statt. 2014 zog man mit der Reduzierung auf zwei Turniere nach Gloucester in die South West Snooker Academy um. In den beiden folgenden Jahren war das Meadowside Leisure Centre in Burton upon Trent der Austragungsort. 2017 fand das Turnier in der Guild Hall in Preston statt. Nachdem 2018 erneut Burton-upon-Trent Austragungsort war, wurde 2019 im Robin Park Leisure Centre in Wigan gespielt. Für 2020 und die folgenden beiden Jahrgänge kehrte man wieder nach Sheffield zurück, wo das Turnier auch unter Pandemiebedingungen durchgeführt werden konnte. Nach dem endgültigen Auslaufen der COVID-Maßnahmen wechselte das Turnier 2023 erstmals nach Leicester.
| Sheffield |

| Gloucester |

| Burton upon Trent |

| Preston |

| Wigan |

| Leicester |

Die Asia-Oceania Q School fand 2022 bei ihrer Erstaustragung im Royal Bangkok Sports Club im thailändischen Bangkok statt und wechselte im Jahr darauf innerhalb der Stadt in die BSAT Academy der Billiards and Snooker Association of Thailand.

## Ergebnisse
| Saison  | Beginn         | Teilnehmer | Turnier              | Qualifikant 1         | Qualifikant 2         | Qualifikant 3                          | Qualifikant 4                          |
| ------- | -------------- | ---------- | -------------------- | --------------------- | --------------------- | -------------------------------------- | -------------------------------------- |
| 2011/12 | 11. Mai 2011   | 124        | Event 1              | Andrew Norman         | David Grace           | Adam Wicheard                          | Robin Hull                             |
| 2011/12 | 17. Mai 2011   | 124        | Event 2              | Li Yan                | David Morris          | Simon Bedford                          | Tian Pengfei                           |
| 2011/12 | 23. Mai 2011   | 124        | Event 3              | Kurt Maflin           | Stuart Carrington     | Adam Duffy                             | David Gilbert                          |
| 2012/13 | 13. Mai 2012   | 115        | Event 1              | Martin O’Donnell      | Sam Baird             | Ian Burns                              | Chen Zhe                               |
| 2012/13 | 19. Mai 2012   | 115        | Event 2              | Daniel Wells          | Jamie O’Neill         | Sean O’Sullivan                        | Paul Davison                           |
| 2012/13 | 25. Mai 2012   | 115        | Event 3              | Rod Lawler            | Michael Wasley        | Joel Walker                            | Robbie Williams                        |
| 2013/14 | 11. Mai 2013   | 110        | Event 1              | Elliot Slessor        | Alex Davies           | Lee Page                               | Hammad Miah                            |
| 2013/14 | 15. Mai 2013   | 110        | Event 2              | Ahmed Saif            | Ross Muir             | Ryan Clark                             | Alexander Ursenbacher                  |
| 2013/14 | 19. Mai 2013   | 110        | Event 3              | David Morris          | Lee Spick             | Chris Wakelin                          | Fraser Patrick                         |
| 2014/15 | 10. Mai 2014   | 145        | Event 1              | Craig Steadman        | Chris Melling         | Zhang Anda                             | Tian Pengfei                           |
| 2014/15 | 16. Mai 2014   | 145        | Event 2              | Liam Highfield        | Michael Georgiou      | Lee Walker                             | Michael Leslie                         |
| 2015/16 | 14. Mai 2015   | 166        | Event 1              | Sydney Wilson         | Daniel Wells          | Eden Sharav                            | Rhys Clark                             |
| 2015/16 | 20. Mai 2015   | 166        | Event 2              | Jason Weston          | Gareth Allen          | Duane Jones                            | Paul Davison                           |
| 2016/17 | 16. Mai 2016   | 182        | Event 1              | Fang Xiongman         | Christopher Keogan    | Cao Yupeng                             | Chen Zhe                               |
| 2016/17 | 22. Mai 2016   | 182        | Event 2              | Michael Georgiou      | John Astley           | Alex Borg                              | David John                             |
| 2016/17 | 22. Mai 2016   | 182        | Order of Merit       | Craig Steadman        | Jamie Curtis-Barrett  | Ian Preece                             | Adam Duffy                             |
| 2017/18 | 14. Mai 2017   | 206        | Event 1              | Lukas Kleckers        | Allan Taylor          | Billy Joe Castle                       | Ashley Hugill                          |
| 2017/18 | 20. Mai 2017   | 206        | Event 2              | Duane Jones           | Sanderson Lam         | Paul Davison                           | Chen Zifan                             |
| 2017/18 | 20. Mai 2017   | 206        | Order of Merit       | Zhang Yong            | Sean O’Sullivan       | Joe Swail                              | Martin O’Donnell                       |
| 2018/19 | 14. Mai 2018   | 202        | Event 1              | Jak Jones             | Sam Baird             | Hammad Miah                            | Sam Craigie                            |
| 2018/19 | 20. Mai 2018   | 202        | Event 2              | Jordan Brown          | Craig Steadman        | Lu Ning                                | Zhao Xintong                           |
| 2018/19 | 26. Mai 2018   | 202        | Event 3              | Thor Chuan Leong      | Kishan Hirani         | Lee Chun Wai                           | Ashley Carty                           |
| 2019/20 | 18. Mai 2019   | 218        | Event 1              | Xu Si                 | David Lilley          | Jamie O’Neill                          | Soheil Vahedi                          |
| 2019/20 | 24. Mai 2019   | 218        | Event 2              | Chen Zifan            | Riley Parsons         | Louis Heathcote                        | Fraser Patrick                         |
| 2019/20 | 30. Mai 2019   | 218        | Event 3              | Barry Pinches         | Alex Borg             | Alexander Ursenbacher                  | Andy Hicks                             |
| 2019/20 | 4. Juli 2019   | 218        | Order of Merit       | Si Jiahui             | Billy Joe Castle      | Peter Lines                            | Lei Peifan                             |
| 2020/21 | 7. August 2020 | 172        | Event 1              | Lee Walker            | Peter Devlin          | Simon Lichtenberg                      | Fan Zhengyi                            |
| 2020/21 | 8. August 2020 | 172        | Event 2              | Jamie Jones           | Zak Surety            | Oliver Lines                           | Ben Hancorn                            |
| 2020/21 | 9. August 2020 | 172        | Event 3              | Rory McLeod           | Jamie Wilson          | Farakh Ajaib                           | Steven Hallworth                       |
| 2021/22 | 1. Juni 2021   | 196        | Event 1              | Peter Lines           | Fraser Patrick        | Jackson Page                           | Yuan Sijun                             |
| 2021/22 | 7. Juni 2021   | 196        | Event 2              | Barry Pinches         | Craig Steadman        | Michael Judge                          | Alfie Burden                           |
| 2021/22 | 13. Juni 2021  | 196        | Event 3              | Ian Burns             | Lei Peifan            | Dean Young                             | Duane Jones                            |
| 2021/22 | 1. Juni 2021   | 196        | Order of Merit       | Hammad Miah           | Hammad Miah           | Mitchell Mann                          | Mitchell Mann                          |
| 2022/23 | 16. Mai 2022   | 173        | Event 1              | Rod Lawler            | Fergal O’Brien        | Andy Lee                               | Bai Langning                           |
| 2022/23 | 22. Mai 2022   | 173        | Event 2              | Adam Duffy            | Zak Surety            | Aaron Hill                             | Sanderson Lam                          |
| 2022/23 | 28. Mai 2022   | 173        | Event 3              | Lukas Kleckers        | Jenson Kendrick       | John Astley                            | James Cahill                           |
| 2022/23 | 1. Juni 2022   | 70         | Asia-Oceania Event 1 | Muhammad Asif         | Muhammad Asif         | Thanawat Tirapongpaiboon Asjad Iqbal a | Thanawat Tirapongpaiboon Asjad Iqbal a |
| 2022/23 | 7. Juni 2022   | 70         | Asia-Oceania Event 2 | Dechawat Poomjaeng    | Dechawat Poomjaeng    | Himanshu Dinesh Jain                   | Himanshu Dinesh Jain                   |
| 2023/24 | 26. Mai 2023   | 208        | Event 1              | Alexander Ursenbacher | Andrew Higginson      | Liam Pullen                            | Andrew Pagett                          |
| 2023/24 | 1. Juni 2023   | 208        | Event 2              | Louis Heathcote       | Dean Young            | Stuart Carrington                      | Alfie Burden                           |
| 2023/24 | 1. Juni 2023   | 99         | Asia-Oceania Event 1 | Thor Chuan Leong      | Thor Chuan Leong      | Manasawin Phetmalaikul                 | Manasawin Phetmalaikul                 |
| 2023/24 | 9. Juni 2023   | 99         | Asia-Oceania Event 2 | Ishpreet Singh Chadha | Ishpreet Singh Chadha | He Guoqiang                            | He Guoqiang                            |
| 2024/25 | 21. Mai 2024   | 167        | Event 1              | Artemijs Žižins       | Allan Taylor          | Haydon Pinhey                          | Wang Yuchen                            |
| 2024/25 | 27. Mai 2024   | 167        | Event 2              | Antoni Kowalski       | Chris Totten          | Farakh Ajaib                           | Mitchell Mann                          |
| 2024/25 | 22. Mai 2024   | 99         | Asia-Oceania Event 1 | Lim Kok Leong         | Lim Kok Leong         | Akani Songsermsawad                    | Akani Songsermsawad                    |
| 2024/25 | 28. Mai 2024   | 99         | Asia-Oceania Event 2 | Haris Tahir           | Haris Tahir           | Kreishh Gurbaxani                      | Kreishh Gurbaxani                      |
| 2025/26 | 26. Mai 2025   | 171        | Event 1              | Liam Pullen           | Oliver Brown          | Alexander Ursenbacher                  | Mateusz Baranowski                     |
| 2025/26 | 1. Juni 2025   | 171        | Event 2              | David Grace           | Ian Burns             | Fergal Quinn                           | Connor Benzey                          |
| 2025/26 | 18. Mai 2025   | 86         | Asia-Oceania Event 1 | Chatchapong Nasa      | Chatchapong Nasa      | Liu Wenwei                             | Liu Wenwei                             |
| 2025/26 | 24. Mai 2025   | 86         | Asia-Oceania Event 2 | Xu Yichen             | Xu Yichen             | Zhao Hanyang                           | Zhao Hanyang                           |